# قرار مجلس الأمن التابع للأمم المتحدة رقم 1210
اتخذ قرار مجلس الأمن التابع للأمم المتحدة رقم 1210 بالإجماع في 24 نوفمبر 1998، بعد التذكير بجميع القرارات السابقة بشأن العراق، بما في ذلك القرارات 986 (عام 1995) و1111 (عام 1997) و1129 (عام 1997) و1143 (عام 1997) و1153 (عام 1998) و1175 (عام 1998) بشأن برنامج النفط مقابل الغذاء. مدد المجلس الأحكام المتعلقة بتصدير النفط العراقي أو المنتجات البترولية الكافية لإنتاج النفط بقيمة 5.256 مليار دولار أمريكي لمدة 180 يومًا أخرى.
كان مجلس الأمن مقتنعًا بالحاجة إلى إجراء مؤقت لتوفير المساعدة الإنسانية للشعب العراقي حتى تفي الحكومة العراقية بأحكام القرار 687 (1991) وتوزع المساعدات في جميع أنحاء البلاد بالتساوي.
عملاً بالفصل السابع من ميثاق الأمم المتحدة، مدد المجلس برنامج النفط مقابل الغذاء لمدة 180 يومًا إضافية تبدأ في الساعة 00:01 بتوقيت شرق الولايات المتحدة في 26 نوفمبر 1998 مع تطبيق أحكام القرار 1153. وفي توجيه نفقات الحج التي ستمول من أموال في حساب الضمان، أبقى المجلس الحد الأقصى لمقدار النفط الذي يمكن للعراق تصديره إلى 5.256 مليار دولار أمريكي.
وأخيرًا، طُلب من الأمين العام كوفي عنان أن يقدم تقريرًا إلى المجلس بحلول 31 ديسمبر 1998 بشأن ما إذا كان العراق قادرًا على إنتاج ما قيمته 5.256 مليار دولار من النفط للتصدير وتقديم قائمة مفصلة بالمعدات التي توفرها البلدان لمساعدة العراق على زيادة الصادرات لتمويل المساعدات الإنسانية. كما تم توجيهه لتعزيز عملية المراقبة في العراق لضمان توزيع المساعدات بالتساوي بين جميع شرائح السكان وأن جميع المعدات كانت تستخدم كمصرح بها.

## روابط خارجية
- نص القرار في undocs.org| - ع - ن - ت قرارات مجلس الأمن التابع للأمم المتحدة المعتمدة عام 1998                                                                                                                                                                                                                                                                                                                                                                                                                                                               | - ع - ن - ت قرارات مجلس الأمن التابع للأمم المتحدة المعتمدة عام 1998 |
| --- | -------------------------------------------------------------------- |
| - → 1147 - 1148 - 1149 - 1150 - 1151 - 1152 - 1153 - 1154 - 1155 - 1156 - 1157 - 1158 - 1159 - 1160 - 1161 - 1162 - 1163 - 1164 - 1165 - 1166 - 1167 - 1168 - 1169 - 1170 - 1171 - 1172 - 1173 - 1174 - 1175 - 1176 - 1177 - 1178 - 1179 - 1180 - 1181 - 1182 - 1183 - 1184 - 1185 - 1186 - 1187 - 1188 - 1189 - 1190 - 1191 - 1192 - 1193 - 1194 - 1195 - 1196 - 1197 - 1198 - 1199 - 1200 - 1201 - 1202 - 1203 - 1204 - 1205 - 1206 - 1207 - 1208 - 1209 - 1210 - 1211 - 1212 - 1213 - 1214 - 1215 - 1216 - 1217 - 1218 - 1219 ← |                                                                      |